# Sojuz TM-24
La Sojuz TM-24 è stata la 27ª missione diretta verso la stazione spaziale russa Mir.

## Equipaggio
| Ruolo                  | Equipaggio al lancio                            | Equipaggio all'atterraggio                      |
| ---------------------- | ----------------------------------------------- | ----------------------------------------------- |
| Comandante             | Valerij Korzun, Roscosmos Mir 22 Primo volo     | Valerij Korzun, Roscosmos Mir 22 Primo volo     |
| Ingegnere di volo      | Aleksandr Kaleri, Roscosmos Mir 22 Secondo volo | Aleksandr Kaleri, Roscosmos Mir 22 Secondo volo |
| Cosmonauta ricercatore | Claudie Haigneré, CNES Primo volo               | Reinhold Ewald, DLR Primo volo                  |

### Equipaggio originale
| Ruolo                  | Equipaggio                                    | Equipaggio                                    |
| ---------------------- | --------------------------------------------- | --------------------------------------------- |
| Comandante             | Gennadij Manakov, Roscosmos Mir 22 Terzo volo | Gennadij Manakov, Roscosmos Mir 22 Terzo volo |
| Ingegnere di volo      | Pavel Vinogradov, Roscosmos Mir 22 Primo volo | Pavel Vinogradov, Roscosmos Mir 22 Primo volo |
| Cosmonauta ricercatore | Léopold Eyharts, CNES Primo volo              | Léopold Eyharts, CNES Primo volo              |

### Equipaggio di riserva
| Ruolo                  | Equipaggio                  | Equipaggio                  |
| ---------------------- | --------------------------- | --------------------------- |
| Comandante             | —, Roscosmos                | —, Roscosmos                |
| Ingegnere di volo      | Pavel Vinogradov, Roscosmos | Pavel Vinogradov, Roscosmos |
| Cosmonauta ricercatore | Léopold Eyharts, CNES       | Léopold Eyharts, CNES       |

## Parametri della missione
- Massa: 7.150 kg
- Perigeo: 235,1 km
- Apogeo: 287,4 km
- Inclinazione: 51,65°
- Periodo: 1 ora, 29 minuti e 48 secondi